# Gmina Bratunac
Gmina Bratunac (serb. Општина Братунац / Opština Bratunac) – gmina w Bośni i Hercegowinie, w Republice Serbskiej. W 2013 roku liczyła 18 651 mieszkańców.